# Zéli (ort i Grekland)
Zéli (Zeli) är en ort i Grekland.   Den ligger i prefekturen Fthiotis och regionen Grekiska fastlandet, i den centrala delen av landet, 100 km nordväst om huvudstaden Aten. Zéli ligger 541 meter över havet och antalet invånare är 673.
Terrängen runt Zéli är kuperad. Runt Zéli är det ganska glesbefolkat, med 32 invånare per kvadratkilometer. Närmaste större samhälle är Eláteia, 10,2 km väster om Zéli. Trakten runt Zéli består till största delen av jordbruksmark.